# The Christian Science Monitor
Pour les articles homonymes, voir CSM.
The Christian Science Monitor (CSM) est un journal d'actualités américain publié du lundi au vendredi. Il a été fondé en 1908 par Mary Baker Eddy, la fondatrice du mouvement religieux de la Science chrétienne.

## Histoire
Malgré son nom, le journal n'a pas été conçu pour traiter de thèmes religieux, ni pour promouvoir directement la Science chrétienne. Cependant chaque édition depuis la fondation contient un article religieux, suivant la volonté de la fondatrice. Elle a également réclamé l'inclusion de Christian Science (« Science chrétienne ») dans le titre, malgré l'opposition initiale de certains de ses conseillers, qui pensaient que cela rebuterait le lectorat non croyant. La société d’édition de la Science chrétienne joue un rôle dans l'administration du journal.
Le journal fait surtout appel à ses reporters répartis dans des bureaux dans onze pays. La plupart sont scientistes chrétiens, quoique leur part a décru ces dernières décennies.
Le journal a été partiellement conçu en opposition à la presse à sensation de son époque. Il garde un ton notablement mesuré et aborde des sujets plus variés que la moyenne de la presse américaine, dans un paysage médiatique où les grands quotidiens nationaux ont une diffusion très limitée.
La moitié de son budget de 22 millions USD est financé par des dons. L'édition quotidienne est distribuée aux États-Unis et au Canada ; une édition hebdomadaire en anglais ailleurs. Sur l'édition électronique, seul un article religieux est traduit occasionnellement en différentes langues.
Depuis les années 1960, le journal a eu des problèmes de taille de lectorat et de finances, ce qui l'a amené à prendre des mesures d'économie dans les années 1980. Il entama la diffusion sur le World Wide Web en 1998. En 2009, l'édition électronique est proposée au format PDF et le site a adopté les flux RSS.
En 2006, la reporter free-lance Jill Carroll, effectuant un reportage pour le Monitor, a été retenue en otage à Bagdad durant 82 jours.
Fin octobre 2008, le quotidien annonce qu'à partir d'avril 2009, il abandonnera la publication imprimée quotidienne pour ne plus être diffusé que sur le Web et dans une édition imprimée hebdomadaire. 
En 2009, sa diffusion moyenne est de 56 000 exemplaires, contre 223 000 à son plus haut niveau, dans les années 1970,.
De nombreux journalistes du Christian Science Monitor ont reçu le prix Pulitzer en récompense de leur travail.